# Центральный аэрогидродинамический институт

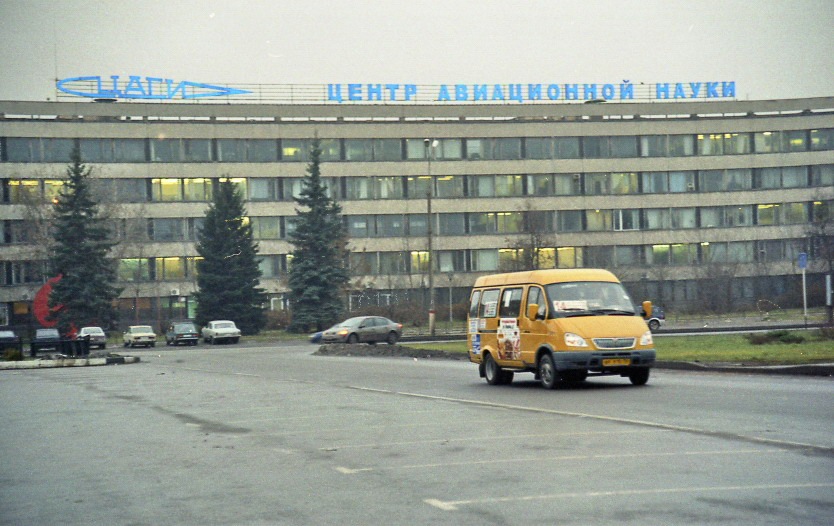
Инженерный корпус ЦАГИ в Жуковском на площади Свищёва

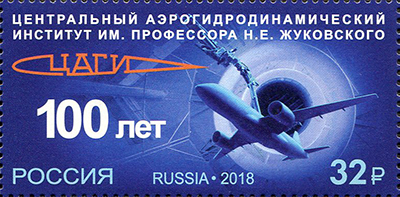
Логотип института и гражданский самолёт МС-21 на фоне аэродинамической трубы на почтовой марке России 2018 года, посвящённой 100-летию института

Центра́льный аэрогидродинами́ческий институ́т и́мени профе́ссора Н. Е. Жуко́вского (ЦАГИ) — авиационный государственный научный центр России.
Научный центр находится под санкциями всех стран Евросоюза, США, Канады, Украины, Японии и Швейцарии.

## История
ЦАГИ основан 1 декабря 1918 года в Москве пионером отечественной авиации Н. Е. Жуковским на базе аэродинамической лаборатории МВТУ и авиационного расчётно-испытательного бюро (РИБ).
В 1919 году была присоединена кучинская аэродинамическая лаборатория, созданная Д. П. Рябушинским (КуЦАГИ); оснащённая лучше, чем лаборатория МВТУ, она позволила расширить объём экспериментальных работ.
Институт быстро вышел во флагманы отечественной авиационной науки, объединил вокруг себя цвет отечественных учёных и специалистов. В семинаре теоретического отдела ЦАГИ под руководством С. А. Чаплыгина была воспитана плеяда учёных, внёсших выдающийся вклад в математику и механику (М. В. Келдыш, Л. И. Седов, М. А. Лаврентьев, С. А. Христианович, Н. Е. Кочин, Л. Н. Сретенский).
Первые юбилеи ЦАГИ (15-летие, 25-летие) широко отмечались в стране с участием руководителей государства. В связи с 15-летием восьми работникам ЦАГИ (С. А. Чаплыгину, А. А. Архангельскому, А. Н. Туполеву, И. И. Сидорину) были вручены ордена. Высокими государственными наградами более 100 ведущих сотрудников ЦАГИ были отмечены в связи с 25-летием.
ЦАГИ посетили известные учёные-механики и конструкторы: Л. Прандтль (1929), Т. фон Карман (1927, 1937), У. Нобиле (1931), Т. Леви-Чивита (1935).
В 1924—1934 годах на улице Радио был построен комплекс зданий ЦАГИ (архитекторы: А. В. Кузнецов — руководитель, И. С. Николаев, Г. Я. Мовчан, В. Я. Мовчан, Б. В. Гладков, А. С. Фисенко, инженеры: Г. Г. Карлсен, Л. Н. Мейльман). В 1941 году была построена «штопорная» аэродинамическая труба Т-105 (рядом с Инженерным корпусом ЦАГИ).
С 1935 года ЦАГИ расположен в городе Жуковском Московской области с филиалом в Москве. В 1992 году московский филиал стал самостоятельной организацией и был преобразован в ГУП «ГосНИЦ ЦАГИ». В феврале 2003 года в результате реорганизации ФГУП «ГосНИЦ ЦАГИ» был вновь присоединён к ФГУП ЦАГИ города Жуковского. На базе ФГУП «ГосНИЦ ЦАГИ» образован филиал ФГУП ЦАГИ «Московский комплекс ЦАГИ». В июле 2010 года филиал был преобразован в научно-исследовательский московский комплекс ЦАГИ (сокращённо — НИМК ЦАГИ).
Из отделов и подразделений ЦАГИ были образованы и впоследствии выросли в крупные самостоятельные организации ЛИИ, ЦИАМ, ВИАМ, специализированные КБ.
С 1977 по 1992 годах (до распада СССР) в селе Отважном в Крыму находилась научно-исследовательская планёрная база ЦАГИ. Сейчас это центр планёрного спорта «Коктебель».
В 1994 году указом президента Российской Федерации ЦАГИ получил статус государственного научного центра.
С 2014 года ЦАГИ, вместе с ЦИАМ, ГосНИИАС, СибНИА и ГкНИПАС, входит в состав Национального исследовательского центра «Институт имени Н.Е. Жуковского».

## Современность
ЦАГИ сотрудничает более чем с 50 ведущими зарубежными аэрокосмическими фирмами и научными центрами Америки, Европы, Азии в области теоретических и экспериментальных исследований. За последние 10 лет институтом выполнено свыше 300 контрактов и грантов.
В распоряжении института — более 60 аэродинамических труб и испытательных стендов для исследования прочности, акустики, аэрогидродинамики и динамики летательных аппаратов.
ЦАГИ располагает собственным издательством, которое на постоянной основе выпускает 4 журнала, посвящённых различным направлениям работы института, и бюллетень «Авиационная и ракетная техника». Кроме периодических изданий, издательство ЦАГИ публикует книги, основанные на научных работах сотрудников института.
Существенно сократилась численность сотрудников — с 14,5 тысяч до 4 тысяч (2009 год), образовался возрастной разрыв.
26 ноября 2018 года в рамках цикла юбилейных мероприятий прошёл главный форум, посвящённый столетию ЦАГИ.
30 ноября 2018 года в почтовое обращение вышла марка, посвящённая столетию центрального аэрогидродинамического института имени профессора Н. Е. Жуковского.

## Основные направления деятельности
- Теоретические, экспериментальные и прикладные исследования в области аэродинамики и динамики полёта, систем управления, прочности и аэроупругости, аэротермодинамики и газовой динамики, перспективных летательных аппаратов, уникальных экспериментальных установок[18], гидродинамики и аэроакустики, в том числе разработки в области нанотехнологий[19]
- Участие в испытаниях и сертификация летательных аппаратов
- Проектирование аэродинамических труб и стендов
- Разработка численных методов и программного обеспечения
- Внешнеэкономическая деятельность

## Руководители
- Н. Е. Жуковский (1918—1921) — председатель президиума
- С. А. Чаплыгин (5 апреля 1921—1928) — председатель коллегии

### Директора
| - В. А. Архангельский (5 апреля 1921—1924) - Г. А. Озеров (1924—1925) - Ю. Н. Флаксерман (февраль 1925—октябрь 1928) - С. А. Чаплыгин (октябрь 1930—16 февраля 1931) - С. В. Петренко-Лунёв (с февраля 1931) - П. И. Пурвин - С. С. Друян - Н. Е. Пауфлер (1931—1932) - И. К. Проценко (до января 1932) - Н. М. Харламов (январь 1932—ноябрь 1937) - И. К. Проценко (ноябрь 1937—февраль 1938) - М. Н. Шульженко (февраль 1938—июнь 1940) | - И. Ф. Петров (июнь 1940—май 1941) - С. Н. Шишкин (май 1941—1950) - А. И. Макаревский (1950—1960) - В. М. Мясищев (1960—1967) - Г. П. Свищёв (1967—1989) - Г. И. Загайнов (1989—1995) - В. Я. Нейланд (1995—1998) - В. Г. Дмитриев (1998—2006) - В. А. Каргопольцев (2006—2007) - С. Л. Чернышёв (2007—2009 и 2015—2018) - Б. С. Алёшин (2009—2015) - К. И. Сыпало (с августа 2018) |

### Коллегия
Декретом 1925 года НТО ВСНХ утвердил новое «Положение о ЦАГИ». Устанавливалось, что Институтом будет руководить коллегия в составе председателя, директора, двух его помощников, заведующих научными отделами, представителя Авиатреста и Управления ВВС.

### Численность сотрудников
| 1919 | 1926 | 1976  | 1985  | 1991  | 2005 | 2013 |
| ---- | ---- | ----- | ----- | ----- | ---- | ---- |
| 41   | 400  | 13500 | 14080 | 11000 | 4115 | 4392 |

### Ведущие сотрудники (годы работы в ЦАГИ)[21]
См. Категория:Сотрудники ЦАГИ

Абрамович, Генрих Наумович (1933—1944)

Альхимович, Николай Васильевич (1929—1986)

Ананьев, Иван Васильевич (1928—1975)

Аристархов, Серафим Алексеевич (1936—1955)

Балыков, Георгий Николаевич (1939—1949)

Баулин, Константин Константинович (1920—1948)

Башилов, Николай Михайлович (1947—1977)

Бедржицкий, Евгений Леопольдович (1947—2000)

Белоус, Антон Антонович (1935—1994)

Беляев, Виктор Николаевич (1926—1951)

Ведров, Всеволод Симонович (1925—1941)

Веселовский, Михаил Николаевич

Ветчинкин, Владимир Петрович (1918—1950)

Вильдгрубе, Леонид Сергеевич (1948—1987)

Гальперин, Владимир Григорьевич (1930—1950)

Горлин, Самуил Матусович (1931—1950)

Горский, Иван Павлович (1933—1984)

Горяинов, Александр Александрович (1924—1974)

Гроссман, Евгений Павлович (1932—1954)

Гусев, Виктор Николаевич (1955—2011)

Добровольский, Андрей Николаевич (1931—1981)

Довжик, Самуил Аронович (1929—1989)

Егоров, Иван Владимирович (1984 — н.в.)

Журавченко, Александр Николаевич (1919—1964)

Зак, Симха Лейбович (1935—1985)

Калачёв, Григорий Семёнович (1930—1941)

Ковалёв, Алексей Петрович (1929—1961)

Коган, Михаил Наумович (1947—2011)

Колосов, Евгений Иванович (1937—1955)

Корчёмкин, Николай Николаевич (1933—1988)

Костюк, Константин Константинович (1941—1991)

Кузин, Евгений Николаевич (1937—1998)

Лебедь, Нина Клементьевна (1945—2014)

Лойцянский, Лев Герасимович (1935—1945)

Майкапар, Георгий Ильич (1940—2004)

Марин, Николай Иванович (1924—1973)

Мартынов, Аполлинарий Константинович (1923—1991)

 Миллионщиков, Михаил Дмитриевич (1939—1951)

 Минкнер, Курт Владимирович (1920—1938)

Мельц, Игорь Осипович (1958—2010) 

Мусинянц, Гурген Мкртичевич (1918—1967)

Нейланд, Владимир Яковлевич (1956—н. в.)

Николаев, Александр Васильевич (1931—1993)

Никольский, Александр Александрович (1941—1960, 1967—1976)

Овчинников, Валентин Николаевич (1930—1984)

Озеров, Георгий Александрович (1921—1938)

Окулов, Василий Андреевич (1951—1974)

Остославский, Иван Васильевич (1932—1945)

Пархомовский, Яков Моисеевич (1936—1991)

Петров, Константин Павлович (1939—2003)

Победоносцев, Юрий Александрович (1925—1932)

Поликовский, Владимир Исаакович (1928—1942)

Попов, Лев Сергеевич (1935—1991)

Рябинков, Георгий Михайлович (1937—1995)

Сабинин, Григорий Харлампиевич (1919—1968)

 Седов, Леонид Иванович (1930—1946)

Селихов, Андрей Фёдорович (1951—1991)

Серебрийский, Яков Моисеевич (1935—1989)

Сидорин, Иван Иванович (1918—1932)

Соколов, Константин Евдокимович (1903—1982)

Симонов, Лев Алексеевич (1942—1979)

Сопман, Самуил Самуилович (1926—1996)

Соркин, Давид Аронович (1939—1995)

 Стечкин, Борис Сергеевич (1918—1930)

Стрелков, Сергей Павлович (1935—1974)

Суржин, Кирилл Николаевич (1924—1970)

Суханов, Валерий Леонидович (Q105941942) (с 1969)

Сычёв, Владимир Васильевич (1946—1954)

Тайц, Макс Аркадьевич (1929—1941)

Титов, Владимир Михайлович (1928—1990)

Ушаков, Константин Андреевич (1918—1967)

Федяевский, Константин Константинович (1925—1970)

Фоломеев, Алексей Филимонович (1931—1951)

Халезов, Дмитрий Васильевич (1926—1991)

Ченцов, Николай Гаврилович (1918—1958)

Чесалов, Александр Васильевич(1924—1932)

Шкадов, Леонид Михайлович (1950—2003)

Штейнберг, Рафаил Ильич (1938—1979)

Эпштейн, Леонид Абрамович (1933—1989)

Эскин, Исаак Ильич (1936—1975)

Юрьев, Борис Николаевич (1919—1941)